# 馬鞍刺蓋魚
馬鞍刺蓋魚，又稱藍肩劍蓋魚，為輻鰭魚綱鱸形目鱸亞目蓋刺魚科的其中一個種。

## 分布
本魚分布於印度西太平洋區，包括印尼、新幾內亞、澳洲、帛琉、密克羅尼西亞、菲律賓、琉球群島、台灣等海域。

## 深度
水深3至40公尺。

## 特徵
本魚體長卵形側扁，吻短稍尖，口小，體淡褐色，每一鱗片具藍色大斑點，頭部具藍色紋之花臉，眼睛周圍，尾鰭、胸鰭及腹部等為黃色。稚魚側邊上黑色的有淺藍色彎曲垂直的斑紋。背鰭硬棘13至14枚，軟條17至18枚；臀鰭硬棘3枚，軟條18枚。體長可達28公分。

## 生態
本魚出現於清澈的潟湖與有遮蔽的外礁斜坡且珊瑚豐富的區域。通常單獨活動，雜食性，以海藻、甲殼類、海綿與被囊類等為食。

## 經濟利用
為高價值觀賞魚。